# Daniel Wells
Daniel Wells (Neath, 31 luglio 1988) è un giocatore di snooker gallese.

## Carriera
Daniel Wells esordì in un torneo di snooker professionistico al German Masters 2011, perdendo al primo turno contro Stephen Maguire per 5-2. Per partecipare, al gallese venne dato un turno da wildcard vinto contro Liu Song.
Nella stagione 2018-2019 Wells raggiunge i quarti al Paul Hunter Classic e le semifinali allo Scottish Open, dove viene battuto al frame decisivo per 6-5 dal futuro vincitore Mark Allen.

## Ranking[6]
| Stagione  | Ranking iniziale | Ranking finale |
| --------- | ---------------- | -------------- |
| 2008-2009 | Non classificato | 70             |
| 2009-2010 | 70               | 83             |
| 2011-2012 | Non classificato | 91             |
| 2012-2013 | Non classificato | 87             |
| 2013-2014 | 86               | 86             |
| 2015-2016 | Non classificato | 88             |
| 2016-2017 | 72               | 62             |
| 2017-2018 | 62               | 63             |
| 2018-2019 | 63               | 58             |
| 2019-2020 | 58               | 56             |
| 2020-2021 | 56               |                |